# پیرانا (محلول)
پیرانا در شیمی نام محلولی است شامل اسید سولفوریک و هیدروژن پروکساید (آب اکسیژنه H۲O۲ ) 
با نسبتهای ۱:۲ ؛ ۱:۳؛ یا نسبتهایی نزدیک به این نسبتها. همیشه نسبت اسید سولفوریک بیشتر از هیدروژن پروکساید است. این محلول معمولاً برای تمیز کردن صفحات سیلسیم در آزمایشگاه به کار می‌رود.
در هنگام آماده کردن محلول حتماً باید هیدروژن پروکساید را به اسید اضافه کرد و نه برعکس. 
در هنگام اضافه کردن هیدروژن پروکساید به اسید حرارت بسیار زیادی ایجاد می‌شود، بنابراین بهتر است که ظرف حاوی محلول را در دست نگه نداریم. آماده کردن محلول باید در هود (Fume hood) انجام شود زیرا که مقدار زیادی گاز از محلول متصاعد می‌شود.
همچننین باید در نظر داشت که غلظت هیدروژن پروکساید نباید بیش از %۳۰ باشد زیرا که غلظتهای بالاتر امکان انفجار در هنگام مخلوط کردن را افزایش می‌دهد.
پیرانا ذرات ارگانیک را از سطح پاک می‌کند و سطح تمیز شده را فوق العاده آب دوست (Hydrophilic) می‌کند.
در آزمایشگاه ها از پیرانها اغلب برای زدودن مواد آلی مقاوم از شیشه آلات استفاده می شود.
پیرانا محلولیست فوق العاده اسیدی و خطرناک؛ کسانی که تجربه و دانش کافی برای کار با اسید ندارند نباید به هیچ وجه از این محلول استفاده کنند.